# San Agustín Metzquititlán
San Agustín Metzquititlán là một đô thị thuộc bang Hidalgo, México. Năm 2005, dân số của đô thị này là 8558 người.